# Валлійці
Валлійці (валл. Cymry) — народ, що населяє одну зі складових частин Великої Британії — Уельс. Валлійці належать до так званої «кельтської» групи народів («keltoi / keltae» називали себе племена, що населяли території між ріками Сеною й Марною; лише пізніше римляни стали так іменувати різні племінні групи, що мешкали в Галії, використовуючи слово «кельт» (celt) як синонім слова «галл»). Сучасна французька назва валлійців — фр. Gallois, галли. Давня назва валлійців — «кімри» (валлійською означає «співвітчизники»), тепер це також самоназва валлійців. Від слова кімри походить також і назва області Камбрія в Англії.
Як один з «кельтських» народів валлійці відокремилися від бритів, іншого «кельтського» народу, що раніше населяв територію сучасної Великої Британії.

## Етимологія
Слово «валлієць» — германського походження, означає «іноземець». Уважається, що кельтські племена були розселені колись майже всією Європою, тому від валлійців залишилися такі топоніми, як Валлонія (Бельгія), Валу (Швейцарія), закінчення «волл» у назві Корнволл.

## Релігія
Більшість валлійців на сьогодні дотримується протестантського віросповідання. Найбільшу вагу має Пресвітеріанська церква Уельсу. Споконвіку кельтською давньою релігією був друїдизм — культ поклоніння деревам, що виражається в кельтській астрології, де замість знаків зодіаку фігурують дерева. Саме слово «друїд» (жрець) утворене від кореня «дру» — дуб.
Дуже популярний цикл легенд про короля Артура і Мерліна. Саме там уперше згадується національний символ Уельсу — прапор із Червоним драконом (валлійською — Ddraig Goch (Дзраґ ґох).

## Топоніми
Назви поселень для більшості європейців здаються дивними: Glyndyfrdwy (Ґлендефрдуе), Llangollen, Glan-yr-afon, Cefnddwysarn чи Llandderfel. Масив Сноудон, найвищу гору в Уельсі, місцеві називають Yr Wyddfa. І Бала (Y Bala) — старе валлійське містечко, яке 1310 року заснували англійці, щоб у такий спосіб приборкати й контролювати бунтівний район Пенлін.

## Валлійська мова

Поширення валлійської мови в Уельсі

Сучасні валлійці не нав'язують іноземцям своєї валлійськості, але й не соромляться її. Прибульця зустрічають чемними словами: «Croeso i Cymru» («Ласкаво просимо до Уельсу»). Проте місцеве населення воліє жити по-своєму, згідно з давно усталеним порядком. У навколишніх селах розмовляють, пліткують, бавляться, співають (ну, і моляться, звичайно) валлійською. І відчувається, що власні мова та звичаї для місцевих валлійців настільки цінні, що вони бояться їх втратити. Якщо ж до крамниці чи пабу входить якийсь незнайомець, власник чемно звертається до прибульця англійською, після чого, однак, знову переходить на валлійську, продовжуючи перервану розмову з кимось іншим.

## Сучасний стан
Про неприязнь між валлійцями й англійцями навіть ходять легенди, і можна на цю тему написати велику книгу. Згідно з одним анекдотом, коли 1899 року до одного з містечок приїхала королева Вікторія, власниця місцевої крамниці відмовилася обслужити монарха, вважаючи її «старою марнотратною бабою». Валлійці (подібно до шотландців та ірландців в Ольстері) досі вважають англійців загарбниками, водночас англійці зазвичай трактують валлійців із півночі як дурників, які «не можуть» навчитись англійської мови.
Річ у тому, що валлійці, яких уже досить давно (1282 року) остаточно підкорив король могутньої Англії Едвард І, не дали себе остаточно асимілювати. Їхня стара мова витримала, як не дивно, серед численних на тих землях сторожових замків, які споруджували Едвард І та його наступники, щоб зміцнити свою владу. Ті замки нині для англійців — історичні пам'ятки найвищого класу. Для валлійців це радше прикре свідчення їхніх поразок. Валлійці ніколи не були такою войовничою нацією, як шотландці. Останню і водночас найсерйознішу спробу скинути ярмо англійського панування було зроблено 1400-го року — тоді Овайн Гліндур (Owain ap Gruffyd Glyn Dwr of Glydyfrdwy) у своєму маєтку неподалік Бали проголосив себе суверенним князем Уельсу й підняв повстання проти англійського панування, яке вдалось повністю придушити лише через 15 років.
Нині лише 30 % майже тримільйонної спільноти валлійців вільно розмовляють валлійською мовою. Збереглася вона передусім на півночі. Та промисловий південь, де розмовляють здебільшого англійською, теж поступово відкриває своє валлійське коріння.
Ще в період правління Маргарет Тетчер валлійські діти навчалися винятково англійською мовою, бо консерватори боялися, що впровадження валлійської в школах пробудить антибританські настрої серед «приборканих» багато століть тому валлійців.